# Berg-Eyvind und sein Weib
Berg-Eyvind und sein Weib, auch bekannt unter dem deutschen Zweittitel Der Geächtete und sein Weib, ist ein schwedischer Stummfilm aus dem Jahre 1918. Der Film basiert auf dem gleichnamigen Schauspiel von Jóhann Sigurjónsson, welches wiederum die Geschichte des historischen Geächteten Fjalla-Eyvindur und seiner Frau verarbeitet. Regie führte Victor Sjöström, der auch den Berg-Eyvind spielte.

## Handlung
Die Geschichte spielt in Island in der Mitte des 18. Jahrhunderts, wo Banditen in den Bergen außerhalb des Gesetzes lebten. Arnes, ein Bandit aus den Bergen, entwendet dem reichen Gutsbesitzer Björn zwei Schafe und schert sie heimlich. Arnes kann die beiden Arbeiter von Björn mit einem Trick täuschen, so dass sie seinen Diebstahl nicht entdecken. Kári beobachtet die Tat, aber verrät ihn nicht. Er bekommt von Arnes darauf den Hinweis, dass er Arbeit bei der Witwe Halla finden kann. Daraufhin gehen sie zusammen von den Bergen hinunter zu Hallas Gut. Dort wird Kári als Erntehelfer aufgenommen. Björn ist Hallas Schwager und macht ihr einen Antrag aus wirtschaftlichem Interesse. Halla lehnt entschieden ab. Im Laufe der Zeit kommen sich Halla und Kári näher. Björn sieht dieser Entwicklung beim sonntäglichen Besuch in der Kirche argwöhnisch entgegen. Da erzählt ihm ein Besucher aus dem Süden, dass er in Kári den entflohenen Banditen Berg-Ejvind erkennt. Björn stellt Kári und Halla auf ihrer Farm zur Rede. Kári leugnet seine Tat und Björn muss nach einem verlorenen Kampf wieder gehen.
Halla stellt Kári nochmals zur Rede, der ihr nun gesteht, der besagte Berg-Ejvind zu sein. Berg-Ejvind war sehr arm und hatte große Mühe, die Seinen durchzubringen. Als er einen wohlhabenden Priester um Hilfe bat, wies dieser ihn zurück. Er stahl ihm ein Schaf, vergaß jedoch seine Handschuhe im Stall. Er wurde am nächsten Tag festgenommen und zu zehn Jahren Haft verurteilt. Jedoch floh er und lebte ein Jahr in den Bergen als Bandit, bis er durch Arnes Halla traf. Er gesteht Halla seine Liebe. Sie versteckt ihn vor Björn und seinen Männern. Berg-Ejvind entschließt sich zu fliehen und Halla folgt ihm.
Sie leben fünf Jahre in den Bergen und haben sogar eine gemeinsame Tochter namens Tota. Da trifft Berg-Ejvind zufällig seinen alten Kumpanen Arnes und bringt ihn zu seiner Familie. Arnes lebt eine Zeit bei ihnen, bis auch er sich in Halla verliebt. Nach einigem Ringen mit sich und anschließend mit einer empörten Halla, beschließt Arnes, sie zu verlassen und sich seinem Schicksal zu stellen. Auf seinem Weg trifft er auf Björn und seine Männer, welche Spuren von Berg-Ejvind am See gefunden haben. Es kommt zu einer Schlägerei, wobei Halla ihr Kind Björn nicht überlassen möchte und es daraufhin von einer Klippe wirft.
Halla und Berg-Ejvind überleben und fliehen noch weiter in die Berge. Berg-Ejvinds und Hallas Lebensumstände verschlechtern sich rapide. Weitere Jahre ziehen ins Land, das Liebespaar entfremdet sich. Halla kann schließlich mit ihrer Schuld nicht mehr länger leben und läuft, von Todessehnsucht getrieben, in den Schneesturm heraus. Berg-Ejvind findet die Hütte leer vor und folgt ihr in den Schneesturm. Er findet sie mehr tot als lebendig und legt sich zu ihr. Sie erfrieren beide.

## Hintergrund
Der in zwei Abschnitten 1917 – Frühjahr und Spätsommer – gedrehte Film erlebte am 1. Januar 1918 seine Welturaufführung. In Deutschland wurde Berg-Eyvind und sein Weib erstmals im Oktober 1922 gezeigt.
Gelobt wurde, neben Sjöströms Regie, vor allem die Kameraarbeit von Julius Jaenzon, der mit seiner Landschaftsfotografie eine neue, schwedische Filmschule etablierte. Die Filmbauten entwarf Axel Esbensen.
Der Film gilt als eines der Hauptwerke des schwedischen Naturalismus-Kinos.

## Kritiken
Der Film erhielt zur Uraufführungszeit wie auch Jahrzehnte später durchgehend herausragende Kritiken. Nachfolgend eine kleine Auswahl:
Bei Jerzy Toeplitz ist zu lesen: „Sjöström gelang es, die große Liebe zweier Menschen zu zeigen und die ganze Aufmerksamkeit des Zuschauers auf das Leben und den Untergang der Liebenden zu konzentrieren. Wenn auch der Film arm an Ereignissen und Geschehen ist, so hinterlässt er doch einen sehr starken Eindruck, der bis heute […] noch nicht viel eingebüßt hat. Es gibt nur wenige Filmwerke, die so großartig die Zeit überstehen wie Berg-Eyvind und sein Weib.“
Reclams Filmführer schrieb: „Louis Delluc nannte Berg-Eyvind och hans hustru einmal ‘den schönsten Film der Welt‘. Er rühmte die Regie Sjöströms, die beiden Hauptdarsteller und „einen dritten Hauptdarsteller: die Landschaft“. Tatsächlich hat die „Landschaftsmalerei“ des schwedischen Films hier bereits einen frühen Höhepunkt erreicht. Sjöström drehte seinen Film auf Island; und er hat dabei die Berge, den Nebel und das Licht nicht als zufällige Dekoration, sondern als wesentlichen Bestandteil der Handlung genutzt.“
Kay Wenigers Das große Personenlexikon des Films erinnerte in Sjöströms Biografie daran, dass dessen Literaturverfilmungen in den ausgehenden 1910er Jahren dem schwedischen Kino Weltgeltung brachten.
Buchers Enzyklopädie des Films schrieb: Auf Terje Vigen „und mehr noch auf Berg-Eyvind och hans hustru (1917), die Geschichte eines verfolgten Diebes und der mit ihm fliehenden Frau, läßt sich das animistische Element zurückführen, das bis heute ein wesentliches Element des schwedischen Films ist und das in der Gleichsetzung des Sommers mit Hoffnung und Glück und des Winters mit Verzweiflung und Tod seinen deutlichsten Ausdruck findet.“